# 三岔口乡
三岔口乡，是中国内蒙古自治区乌兰察布市察哈尔右翼前旗下辖的一个乡镇级行政单位。

## 行政区划
三岔口乡共辖以下地区：
白石头村、三岔口村、益元兴村、沙帽营村、阿拉善村、十八台村、察汗营村、煤窑村、喇嘛圐圙村、李家村、十四号村、小土城村、五里坡村、十二洲村、西南河村、东南河村、南六洲村、大土城村。